# Miss Universo 1960
Miss Universo 1960, nona edizione di Miss Universo, si è tenuta a Miami, negli Stati Uniti d'America il 9 luglio 1960. L'evento è stato presentato da Charles Collingwood. Linda Bement, Miss USA, è stata incoronata Miss Universo 1960.

## Risultati

### Piazzamenti
| Risultato finale   | Concorrente |
| ------------------ | --- |
| Miss Universo 1960 | - Stati Uniti - Linda Jeanne Bement |
| 2ª classificata    | - Italia - Daniela Bianchi |
| 3ª classificata    | - Austria - Elizabeth Hodacs |
| 4ª classificata    | - Sudafrica - Nicolette Joan Caras |
| 5ª classificata    | - Spagna - María Teresa del Río |
| Top 15             | - Brasile - Jean Gina MacPherson - Colombia - María Stella Márquez Zawádzky - Corea del Sud - Sohn Miheeja - Germania - Ingrun Helgard Moeckel - Giappone - Yayoi Furuno - Grecia - Magda Passaloglou - Inghilterra - Joan Ellinor Boardman - Israele - Aliza Gur - Norvegia - Ragnhild Aass - Svizzera - Elaine Maurath |

### Riconoscimenti speciali
| Riconoscimento    | Concorrente                                                                    |
| ----------------- | ------------------------------------------------------------------------------ |
| Miss Congeniality | - Birmania - Myint Myint May - Stati Uniti - Louisiana - Judy Rebecca Fletcher |
| Miss Photogenic   | - Italia - Daniela Bianchi                                                     |

1. ↑  Miss Universo e Miss USA si sono tenuti contemporaneamente, e le candidate di entrambi i concorsi erano eleggibili per questi riconoscimenti.

## Concorrenti
- Argentina – Rose Marie Lincke
- Austria – Elizabeth Hodacs
- Belgio – Huberte Bax
- Birmania – Myint Myint May
- Bolivia – Nancy Aguirre
- Brasile – Jean Gina MacPherson
- Canada - Edna Dianne McVicar
- Cile – Marinka Polhammer Espinoza
- Colombia – María Stella Márquez Zawádzky
- Corea del Sud – Sohn Miheeja
- Costa Rica - Leila Rodriguez
- Cuba – Flora Lauten Hoyos
- Danimarca – Lizzie Ellinor Hess
- Ecuador – Isabel Rolando Ceballos
- Finlandia – Marja Leena Manninen
- Francia – Florence Anne Marie Normand Eyrie
- Germania – Ingrun Helgard Moeckel
- Giappone - Yayoi Furuno
- Giordania - Helen Giatanapoulus
- Grecia – Magda Passaloglou
- Hong Kong - Vivian Cheung
- Inghilterra – Joan Ellinor Boardman
- Islanda – Svanhildur Jakobsdóttir
- Israele – Aliza Gur
- Italia – Daniela Bianchi
- Libano – Gladys Tabet
- Lussemburgo – Marie Venturi
- Marocco – Marilyn Escobar
- Norvegia – Ragnhild Aass
- Nuova Zelanda – Lorraine Nawa Jones
- Paesi Bassi – Carina Verbeek
- Paraguay – Mercedes Teresa Ruggia
- Perù – Medadit Gallino
- Portogallo – Maria Teresa Motta Cardoso
- Spagna – María Teresa del Río
- Stati Uniti – Linda Jeanne Bement (UT)
- Sudafrica – Nicolette Joan Caras
- Suriname – Christine Jie Sam Foek
- Svezia – Birgitta Öfling
- Svizzera – Elaine Maurath
- Tunisia – Marie Louise Carrigues
- Uruguay - Iris Teresa Ubal Cabrera
- Venezuela – Mary Quiróz Delgado

### Ritiri
- Camerun - Sale Assouen
- Haiti - Claudinette Fourchard
- Messico - Lorena Velázquez
- Polonia - Marzena Malinowska
- Tahiti - Maria Flohr

### Sostituzioni
- Danimarca - Antje Moller sostituita con Lizzie Ellinor Hess, in quanto minorenne.